# Igreja Matriz de Esposende

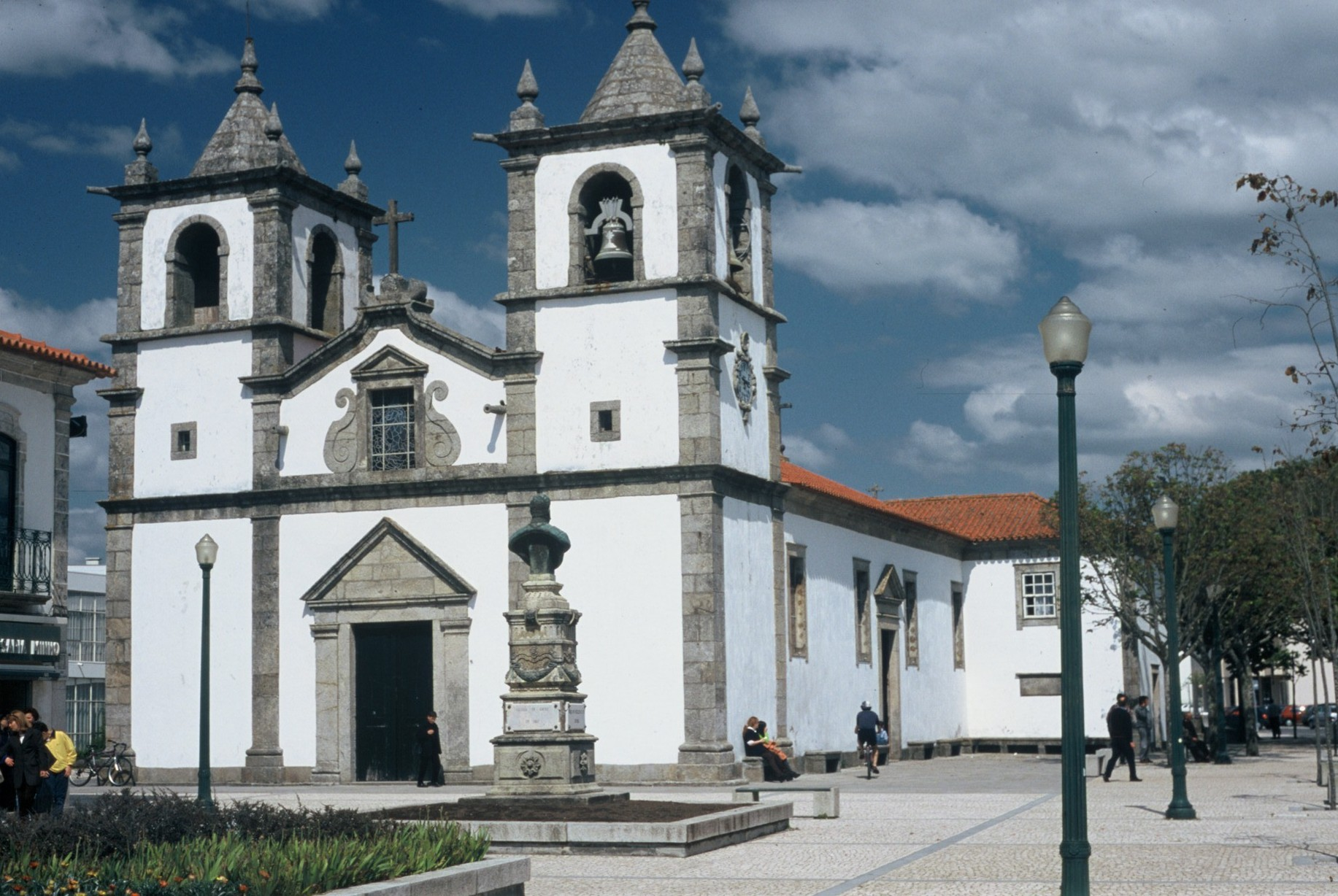
Igreja Matriz de Esposende

A Igreja Matriz de Esposende, com a invocação de Santa Maria dos Anjos, localiza-se no Largo Rodrigues Sampaio / Praça da Igreja Matriz, na cidade de Esposende. 
Tempo cristão, católico, constituído por uma nave central com três naves, com duas torres sineiras a ladear a entrada. Sua origem remonta a uma construção inicial, do séc. XVI (1550-1558), cujos restauros posteriores fizeram desaparecer sua traça inicial, dando lugar a outros arranjos e fins do séc. XIX e ao acrescento da nova sacristia e capela mortuária, em fins do séc. XX e inícios do XXI.
Arquitetonicamente a igreja é uma construção de planta rectangular com a fachada voltada a Poente. A fachada denota uma inspiração neo-clássica evidenciada pelos frontões que coroam a porta de entrada e a fachada. Todo o edifício se encontra provido de amplas janelas decoradas com vitrais ligados à simbólica religiosa. A fachada é acompanhada por duas torres laterais idênticas, sendo, no entanto, a localizada do lado sul a que abriga os quatro sinos e o relógio de mostrador circular em mármore, obra da casa Jerónimo de Braga.
As duas torres possuem gárgulas e pináculos a coroar os respectivos ângulos. Sobre a porta principal abre-se uma janela rectangular com vitral, rematada por frontão e volutas laterais flanqueada por duas gárgulas. A fachada posterior ostenta duas gárgulas e dois pináculos nos topos dos ângulos. Uma cruz de pedra de braços trilobados, semelhante à que culmina a parte central da frontaria, completa o conjunto.
Interiormente o edifício distribuiu-se por três naves separadas por quatro arcos de cada lado. A cada uma corresponde uma capela e à principal a capela-mor. Esta é a parte mais antiga do conjunto bem evidenciada na abóbada artesoada. A presidir a uma talha dourada de grande qualidade e de inspiração barroca está uma belíssima imagem de Nossa Senhora dos Anjos, a padroeira da actual cidade de Esposende. Nos altares das capelas laterais repete-se o estilo decorativo da talha, funcionando a do lado norte como capela baptismal. Aí se encontra um painel em azulejo representativo do baptismo de Cristo, proveniente da casa Viúva Lamego e da autoria do artista M. Sousa. Para além dos altares, em número de cinco, que enchem as paredes laterais há ainda a referir a existência de dois púlpitos e de dois coros, um dos quais destinado ao orgão de 27 tubos.